# Know Your Enemy
Know Your Enemy ist ein Musikalbum der walisischen Band Manic Street Preachers. Es wurde am 19. März 2001 veröffentlicht und wurde von den Anhängern der Band und Kritikern als Rückkehr zum Alternative Rock nach dem eher souligen Vorgänger gesehen. Für seine nahezu militanten politischen Aussagen wurde die Band sowohl gelobt als auch getadelt.

## Entstehung
Nachdem die Band mit dem massentauglichen Album This Is My Truth Tell Me Yours ihren bis anhin größten kommerziellen Erfolg hatte feiern können, wendeten sich viele bisherige Anhänger der Band ab. Sie warfen der Gruppe Ausverkauf vor. Auf Nicky Wires Anliegen plante die Band ein Album, welches die Wut ihrer frühen Werke vertreten und zum Alternative Rock zurückkehren sollte.
Die Arbeit an dem Album begann im November 1999 im walisischen Monnow Valley. Der Hauptanteil entstand aber 2000 während eines sechswöchigen Aufenthalts in Spanien. Um die klanglich gewünschte Rauheit zu erreichen, ging die Band ohne Umweg über den Proberaum gleich ins Tonstudio und setzte sich dort ein Limit von maximal fünf Aufnahmeversuchen pro Stück. Trotzdem wurde der Großteil sogar in einem oder zwei Takes eingespielt.

## Beschreibung
‘Know Your Enemy’ was one of the most politicised albums ever. Unfortunately it was four years before every fucker else got interested in politics. It took everyone else a war.

„‚Know Your Enemy‘ war eines der politisiertesten Alben überhaupt. Unglücklicherweise war es dies vier Jahre, bevor jeder andere sich für Politik interessierte. Jeder andere brauchte dafür einen Krieg.“

Know Your Enemy war die politisch motivierteste Langspielplatte der Gruppe seit Generation Terrorists (1992) und dabei stark vom sozialistischen Hintergrund der Band geprägt. So wird in Let Robeson Sing Paul Robeson gehuldigt oder in Baby Elián Elián González. Im gleichen Stück werden die Vereinigten Staaten als “the devil’s playground” (deutsch: „der Spielplatz des Teufels“) bezeichnet. Der Song Freedom Of Speech Won’t Feed My Children befasst sich mit dem Aufzwingen des westlichen Verständnisses von Freiheit auf Gesellschaften. Die Band gab gar ein Konzert in Havanna, bei dem Fidel Castro persönlich anwesend war. Es war das erste Konzert einer westlichen Rockband in Kuba.
Musikalisch war Know Your Enemy das bis dato eklektischste Album der Gruppe; bewegte sich dabei aber vom „totalen Rock-Bombast“ (Vicky Butscher ) des Vorgängers wieder weg. Der Opener Found that Soul war ein klassisches Post-Punk-Stück, Let Robeson Sing Indie-Pop und Miss Europa Disco Dancer gar Disco-Musik. Mit Ocean Spray war auch der erste Song der Manics überhaupt enthalten, bei dem James Dean Bradfield auch den Text schrieb; der Song war eine Ode an seine verstorbene Mutter. Pitchfork Media beschrieb die stilistische Bandbreite so: “Rather than aiming stylistically at a certain audience, Know Your Enemy finds the Manics attempting to write a protest song in just about every genre.” (Brendan Reid, deutsch: „Statt stilistisch auf ein bestimmtes Publikum zu zielen, findet Know Your Enemy die Manics bei dem Versuch, in so ziemlich jedem Genre einen Protestsong zu schreiben.“) Laut.de bezeichnet das Album als eine „Mischung aus Rock und Pop, die garantiert abwechslungsreich und nie langweilig wird.“ (Vicky Butscher )

## Rezensionen
Während das Album von Fans – vor allem jener der ersten Tage – warm aufgenommen wurde, kam es bei Kritikern, besonders in den USA, nicht gut an. Das Album erreichte einen Metascore von 57, wobei vor allem ein Verriss des Rolling Stone zu Buche schlug, wo das Album als “hideously dull” (Aidin Vaziri, deutsch: „schrecklich langweilig“) bezeichnet wurde. Pitchfork Media gab dem Album hingegen 7,5/10 Punkte und äußerte: “the world’s fucked up, and these guys can write pretty good songs about it” (Brendan Reid, deutsch: „Die Welt ist kaputt, und diese Typen können wirklich gute Lieder darüber schreiben“). Der New Musical Express beschrieb das Album als “Far from divine, but on the side of the angels” (Victoria Segal, deutsch: „Weit davon entfernt, göttlich zu sein, aber auf der Seite der Engel“). Im Nachhinein wurde das Album wohlwollender aufgenommen. In einer Rezension in der Online-Musikdatenbank aus dem Jahre 2009 heißt es: „Mit acht Jahren Abstand betrachtet ist ‚Know Your Enemy‘ […] nicht der Fehlgriff, als der er damals oft abgetan wurde.“ Dort erhielt das Album 8 von 10 Punkten.
Die Band selbst zählte Know Your Enemy zunächst zu ihren besten Alben; Wire nannte das Album aber im Zusammenhang mit seinem kommerziell eher mäßigen Erfolg später relativierend “a deeply flawed, highly enjoyable folly” (Nicky Wire, deutsch: „eine zutiefst mängelbehaftete, hochgradig unterhaltsame Verrücktheit“).

## Titelliste
Alle Texte geschrieben von Nicky Wire, Musik geschrieben von James Dean Bradfield und Sean Moore, wenn nicht anders vermerkt.
1. Found That Soul – 3:05
2. Ocean Spray – 4:11 (T: Bradfield; M: Bradfield, Wire, Moore)
3. Intravenous Agnostic – 4:02
4. So Why So Sad – 4:02
5. Let Robeson Sing – 3:46
6. The Year of Purification – 3:39
7. Wattsville Blues – 4:29
8. Miss Europa Disco Dancer – 3:52
9. Dead Martyrs – 3:23
10. His Last Painting – 3:16
11. My Guernica – 4:56
12. The Convalescent – 5:54
13. Royal Correspondent – 3:31
14. Epicentre – 6:26
15. Baby Elián – 3:37
16. Freedom of Speech Won’t Feed My Children – 2:59
17. We Are All Bourgeois Now (Hidden Track) – 5:32 (Eden, Gane, Williamson)